# Championnat du monde masculin du kilomètre contre-la-montre
Le Championnat du monde de kilomètre est le championnat du monde du kilomètre organisé annuellement par l'UCI dans le cadre des Championnats du monde de cyclisme sur piste.

## Historique
Elle se déroule « départ arrêté » et la distance à parcourir le plus vite possible est de 1 km (l'épreuve équivalente faisait 500 m pour les femmes avant 2025).
Le record du monde du kilomètre est actuellement détenu par le Néerlandais Jeffrey Hoogland en 55 s 433. Ce record a été établi à Aguascalientes le 31 octobre 2023.

## Les années olympiques
Le kilomètre départ arrêté fait partie des championnats du monde de cyclisme depuis 1966. En 2025, une épreuve féminine est intégrée aux mondiaux et remplace le 500 mètres.
L'épreuve est réservée aux amateurs jusqu'en 1991. Pour les années olympiques 1972, 1976, 1980, 1984, 1988 et 1992, les championnats du monde ont été remplacés par les épreuves olympiques équivalentes. Dans ce cas, le titre de champion du monde est décerné au vainqueur de l'épreuve olympique qui est également distingué par le maillot "arc-en-ciel" pour une année.

## Palmarès
| Édition | Or                                        | Argent                                    | Bronze                                    |
| ------- | ----------------------------------------- | ----------------------------------------- | ----------------------------------------- |
| 1966    | Pierre Trentin                            | Paul Seye                                 | Frans van de Ruit                         |
| 1967    | Niels Fredborg                            | Waclaw Latocha                            | Roger Gibbon                              |
| 1968    | Niels Fredborg                            | Jack Simes                                | Gianni Sartori                            |
| 1969    | Gianni Sartori                            | Janusz Kierzkowski                        | Klaas Balk                                |
| 1970    | Niels Fredborg                            | Harry Kent                                | Anton Tkáč                                |
| 1971    | Eduard Rapp                               | Peder Pedersen                            | Pierre Trentin                            |
| 1972    | Non disputé en raison des Jeux olympiques | Non disputé en raison des Jeux olympiques | Non disputé en raison des Jeux olympiques |
| 1973    | Janusz Kierzkowski                        | Eduard Rapp                               | Herman Ponsteen                           |
| 1974    | Eduard Rapp                               | Ferruccio Ferro                           | Janusz Kierzkowski                        |
| 1975    | Klaus-Jürgen Grünke                       | Eduard Rapp                               | Janusz Kierzkowski                        |
| 1976    | Non disputé en raison des Jeux olympiques | Non disputé en raison des Jeux olympiques | Non disputé en raison des Jeux olympiques |
| 1977    | Lothar Thoms                              | Günther Schumacher                        | Hans Ledermann                            |
| 1978    | Lothar Thoms                              | Jocelyn Lovell                            | Reiner Hönisch                            |
| 1979    | Lothar Thoms                              | Gordon Singleton                          | Eduard Rapp                               |
| 1980    | Non disputé en raison des Jeux olympiques | Non disputé en raison des Jeux olympiques | Non disputé en raison des Jeux olympiques |
| 1981    | Lothar Thoms                              | Fredy Schmidtke                           | Sergueï Kopylov                           |
| 1982    | Fredy Schmidtke                           | Lothar Thoms                              | Emanuel Raasch                            |
| 1983    | Sergueï Kopylov                           | Gerhard Scheller                          | Lothar Thoms                              |
| 1984    | Non disputé en raison des Jeux olympiques | Non disputé en raison des Jeux olympiques | Non disputé en raison des Jeux olympiques |
| 1985    | Jens Glücklich                            | Philippe Boyer                            | Martin Vinnicombe                         |
| 1986    | Maic Malchow                              | Martin Vinnicombe                         | Jens Glücklich                            |
| 1987    | Martin Vinnicombe                         | Jens Glücklich                            | Konstantin Khrabvzov                      |
| 1988    | Non disputé en raison des Jeux olympiques | Non disputé en raison des Jeux olympiques | Non disputé en raison des Jeux olympiques |
| 1989    | Jens Glücklich                            | Martin Vinnicombe                         | Alexandre Kiritchenko                     |
| 1990    | Alexandre Kiritchenko                     | Martin Vinnicombe                         | Jens Glücklich                            |
| 1991    | José Moreno                               | Jens Glücklich                            | Gene Samuel                               |
| 1992    | Non disputé en raison des Jeux olympiques | Non disputé en raison des Jeux olympiques | Non disputé en raison des Jeux olympiques |
| 1993    | Florian Rousseau                          | Shane Kelly                               | Jens Glücklich                            |
| 1994    | Florian Rousseau                          | Erin Hartwell                             | Shane Kelly                               |
| 1995    | Shane Kelly                               | Florian Rousseau                          | Erin Hartwell                             |
| 1996    | Shane Kelly                               | Sören Lausberg                            | Jan van Eijden                            |
| 1997    | Shane Kelly                               | Sören Lausberg                            | Stefan Nimke                              |
| 1998    | Arnaud Tournant                           | Shane Kelly                               | Erin Hartwell                             |
| 1999    | Arnaud Tournant                           | Shane Kelly                               | Stefan Nimke                              |
| 2000    | Arnaud Tournant                           | Sören Lausberg                            | Jason Queally                             |
| 2001    | Arnaud Tournant                           | Sören Lausberg                            | Grzegorz Krejner                          |
| 2002    | Chris Hoy                                 | Arnaud Tournant                           | Shane Kelly                               |
| 2003    | Stefan Nimke                              | Shane Kelly                               | Arnaud Tournant                           |
| 2004    | Chris Hoy                                 | Arnaud Tournant                           | Theo Bos                                  |
| 2005    | Theo Bos                                  | Jason Queally                             | Chris Hoy                                 |
| 2006    | Chris Hoy                                 | Ben Kersten                               | François Pervis                           |
| 2007    | Chris Hoy                                 | François Pervis                           | Jamie Staff                               |
| 2008    | Teun Mulder                               | Michaël D'Almeida                         | François Pervis                           |
| 2009    | Stefan Nimke                              | Taylor Phinney                            | Mohd Rizal Tisin                          |
| 2010    | Teun Mulder                               | Michaël D'Almeida                         | François Pervis                           |
| 2011    | Stefan Nimke                              | Teun Mulder                               | François Pervis                           |
| 2012    | Stefan Nimke                              | Michaël D'Almeida                         | Simon van Velthooven                      |
| 2013    | François Pervis                           | Simon van Velthooven                      | Joachim Eilers                            |
| 2014    | François Pervis                           | Joachim Eilers                            | Simon van Velthooven                      |
| 2015    | François Pervis                           | Joachim Eilers                            | Matthew Archibald                         |
| 2016    | Joachim Eilers                            | Theo Bos                                  | Quentin Lafargue                          |
| 2017    | François Pervis                           | Tomáš Bábek Quentin Lafargue              |                                           |
| 2018    | Jeffrey Hoogland                          | Matthew Glaetzer                          | Theo Bos                                  |
| 2019    | Quentin Lafargue                          | Theo Bos                                  | Michaël D'Almeida                         |
| 2020    | Sam Ligtlee                               | Quentin Lafargue                          | Michaël D'Almeida                         |
| 2021    | Jeffrey Hoogland                          | Nicholas Paul                             | Joachim Eilers                            |
| 2022    | Jeffrey Hoogland                          | Melvin Landerneau                         | Alejandro Martínez                        |
| 2023    | Jeffrey Hoogland                          | Matthew Glaetzer                          | Thomas Cornish                            |
| 2024    | Harrie Lavreysen                          | Jeffrey Hoogland                          | Joseph Truman                             |

## Bilan
Classement individuel
| Rang | Athlète          | Pays               | Or | Argent | Bronze | Ensemble |
| ---- | ---------------- | ------------------ | -- | ------ | ------ | -------- |
| 1    | Arnaud Tournant  | France             | 4  | 2      | 1      | 7        |
| 2    | François Pervis  | France             | 4  | 1      | 4      | 9        |
| 3    | Lothar Thoms     | Allemagne de l'Est | 4  | 1      | 1      | 6        |
| 4    | Jeffrey Hoogland | Pays-Bas           | 4  | 1      | 0      | 5        |
| 5    | Stefan Nimke     | Allemagne          | 4  | 0      | 2      | 6        |
| 6    | Chris Hoy        | Royaume-Uni        | 4  | 0      | 1      | 5        |
| 7    | Shane Kelly      | Australie          | 3  | 4      | 2      | 9        |
| 8    | Niels Fredborg   | Danemark           | 3  | 0      | 0      | 3        |
| 9    | Jens Glücklich   | Allemagne          | 2  | 2      | 3      | 7        |
| 10   | Eduard Rapp      | Union soviétique   | 2  | 2      | 1      | 5        |

| Rang  | Pays               | Or | Argent | Bronze | Ensemble |
| ----- | ------------------ | -- | ------ | ------ | -------- |
| 1     | France             | 12 | 11     | 9      | 32       |
| 2     | Pays-Bas           | 9  | 4      | 5      | 18       |
| 3     | Allemagne de l'Est | 8  | 2      | 5      | 15       |
| 4     | Allemagne          | 6  | 10     | 6      | 22       |
| 5     | Australie          | 4  | 10     | 4      | 17       |
| 6     | Union soviétique   | 4  | 2      | 4      | 10       |
| 7     | Grande-Bretagne    | 4  | 1      | 4      | 9        |
| 8     | Danemark           | 3  | 1      | 0      | 4        |
| 9     | Pologne            | 1  | 2      | 3      | 6        |
| 10    | Italie             | 1  | 1      | 1      | 3        |
| 11    | Espagne            | 1  | 0      | 1      | 2        |
| 12    | États-Unis         | 0  | 3      | 2      | 5        |
| 13    | Nouvelle-Zélande   | 0  | 2      | 3      | 5        |
| 14    | Canada             | 0  | 2      | 0      | 2        |
| 15    | Trinité-et-Tobago  | 0  | 1      | 2      | 3        |
| 16    | Belgique           | 0  | 1      | 0      | 1        |
| 16    | Tchéquie           | 0  | 1      | 0      | 1        |
| 18    | Malaisie           | 0  | 0      | 1      | 1        |
| 18    | Suisse             | 0  | 0      | 1      | 1        |
| 18    | Tchécoslovaquie    | 0  | 0      | 1      | 1        |
| Total | Total              | 53 | 54     | 52     | 159      |